# Grădina Botanică din Singapore
Grădina Botanică din Singapore este o grădină tropicală veche de 160 de ani, situată la marginea cartierului comercial Orchard Road din Singapore. Este una dintre cele trei grădini și singura grădină tropicală inclusă în lista patrimoniului mondial UNESCO. Începând cu 2013, grădina botanică este considerată una dintre atracțiile de top din Asia de TripAdvisor Travellers' Choice Awards. A fost prima grădină declarată Grădina Anului la International Garden Tourism Awards în 2012 și a primit calificativul de trei stele Michelin în 2008.
Grădina Botanică a fost fondată în locul său actual în 1859 de o societate agro-horticulturală. Aceasta a jucat un rol esențial în expansiunea comerțului cu cauciuc din regiune la începutul secolului al XX-lea, când primul său director științific, Henry Nicholas Ridley, a condus cercetările în cultivarea plantei. Prin perfecționarea tehnicii de extracție a cauciucului, folosită încă în prezent, și promovarea valorii sale economice pentru plantatorii din regiune, producția de cauciuc s-a extins rapid. În anii 1920, peninsula malaeziană producea jumătate din latexul comercializat la nivel global.
Grădina Națională de Orhidee, din cadrul grădinilor principale, se numără printre cele mai apreciate centre de studiu al orhideelor și este pionier în cultivarea diferiților hibrizi, complementând statutul națiunii de exportator major de orhidee tăiate. Ajutată de climatul ecuatorial, grădina găzduiește cea mai mare colecție de orhidee, cuprinzând 1.200 de specii și 2.000 de hibrizi.
La începutul independenței națiunii, expertiza Grădinilor Botanice din Singapore a ajutat la transformarea insulei într-un oraș de grădină tropical, o imagine și un simbol pentru care națiunea este cunoscută pe scară largă. În 1981, orhideea hibridă agățătoare Vanda Miss Joaquim a fost aleasă drept floarea națională a țării. „Diplomația de orhidee” din Singapore onorează șefii de stat, demnitarii și celebritățile, numind cei mai buni hibrizi după aceștia. Exemplarele sunt expuse în grădinile VIP Orchid.
Grădina Botanică din Singapore este deschisă zilnic de la 5 dimineața până la miezul nopții. Nu există nicio taxă de admitere, cu excepția Grădinii Naționale de Orhidee. Peste 10.000 de specii de floră sunt răspândite pe suprafața sa de 82 de hectare, care este întinsă longitudinal. Cea mai lungă distanță dintre capetele de nord și de sud este de 2,5 kilometri. Grădinile Botanice sunt vizitate de aproximativ 4,5 milioane de persoane anual.

## Istoric
Prima „Grădină Botanică și Experimentală” din Singapore a fost înființată în 1822 pe Government Hill la Fort Canning de Sir Stamford Raffles, fondatorul statului modern Singapore și naturalist. Principala responsabilitate a grădinii era de a evalua culturile care aveau potențial economic important, inclusiv cele rezultând în fructe, legume, condimente și alte materii prime. Această grădină a fost închisă în 1829.
Abia 30 de ani mai târziu, în 1859, a fost creată prezenta Grădină Botanică din Singapore, când Societatea Agro-Horticulturală din Singapore a primit 32 de hectare de teren în Tanglin de la guvernul colonial, care la rândul său l-a obținut de la comerciantul Hoo Ah Kay, cunoscut sub numele de Whampoa, în schimbul unui teren la Boat Quay.
Noua grădină a funcționat la început în primul rând ca grădină de relaxare pentru membrii societății. Lawrence Niven a fost angajat ca administrator și peisagist pentru a transforma ceea ce era doar o plantație sălbăticită și un amestec de păduri tropicale virgine într-un parc public. El și echipa sa au lucrat la dezvoltarea grădinii pentru a reflecta stilul englezesc, incluzând o serie de „căi interconectate și alei de promenadă, o zonă de paradă și orchestră militară și crearea straturilor ornamentale”. Aspectul de azi al grădinii este în mare măsură bazat pe conceptul inițial. În 1866, grădina a fost extinsă înspre nord-vest cu aproximativ 12 hectare. Acolo a fost săpat „Lacul Lebedelor” în 1866. În 1868, a fost finalizată Sala Burkill. Societatea Agro-Horticulturală din Singapore a rămas fără fonduri, ceea ce a dus la preluarea de către guvernul colonial a grădinii în 1874.
Primele răsaduri de cauciuc au sosit de la Kew Gardens în 1877. Un naturalist, Henry Nicholas Ridley, sau Ridley Nebunul, cum era cunoscut, a devenit directorul grădinii în 1888 și a condus cultivarea cauciucului. După ce a experimentat cu succes plantarea cauciucului, Ridley i-a convins pe agricultorii din Malaya să îi adopte metodele. Rezultatele au fost uluitoare, iar Malaya a devenit numărul unu mondial ca producător și exportator de cauciuc natural. Aceasta este perioada de timp când a fost creată floarea națională a Singapore, orhideea hibridă Vanda Miss Joaquim.

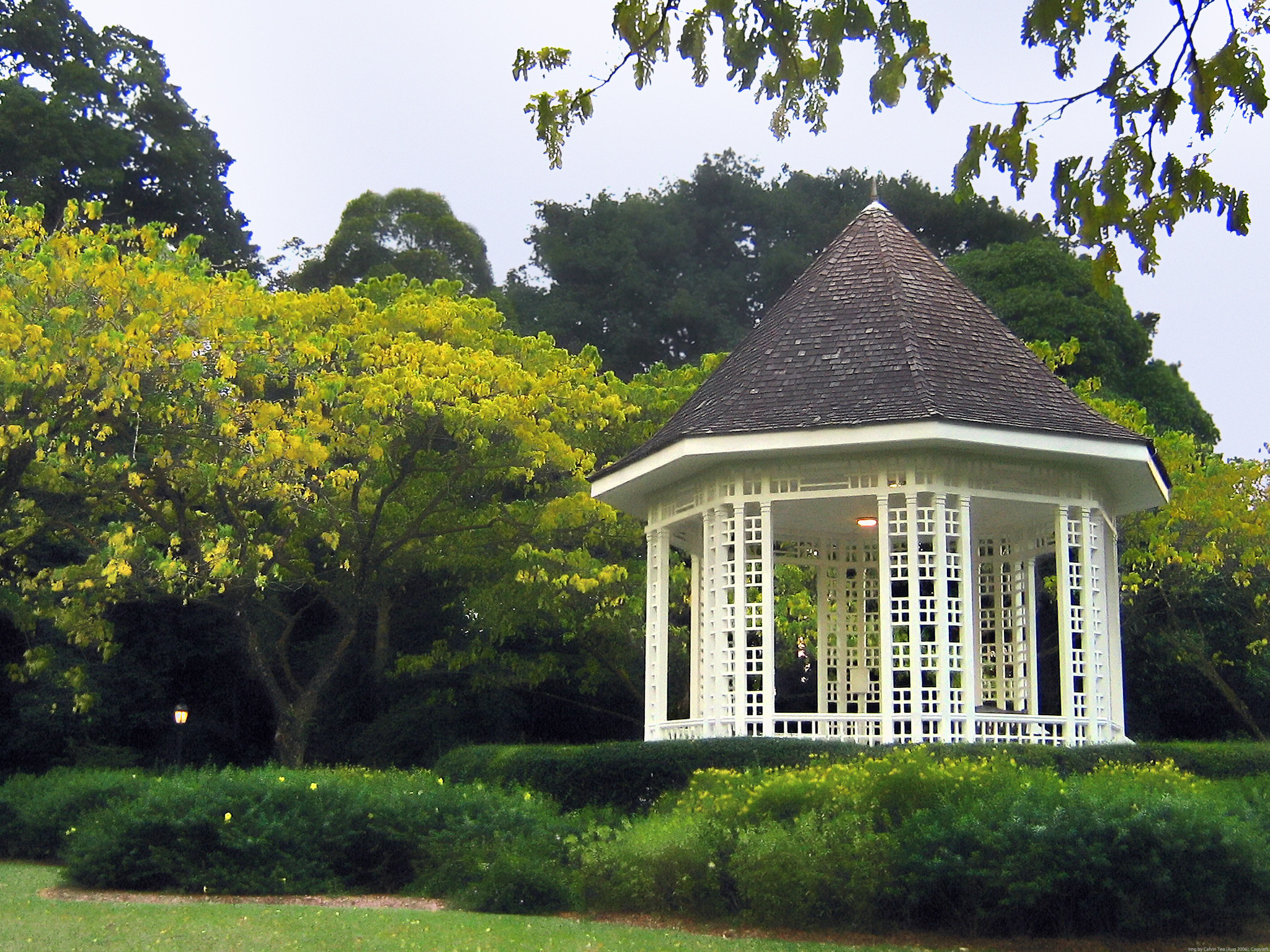
În acest foișor, cunoscut sub numele de Bandstand, se cânta muzică în anii 1930

O altă realizare a fost pionieratul în hibridizarea orhideelor de Profesorul Eric Holttum, director al grădinii din 1925 până în 1949. Tehnicile sale au făcut ca Singapore să devină unul dintre primele centre comerciale de creștere a orhideelor. Astăzi, grădina are cea mai mare colecție de plante tropicale.
După 1995, vreme de 15 ani, grădina a fost revitalizată cu facilități publice noi și îmbunătățite, unități de cercetare și facilități de instruire.
În 2009 a fost anunțată „Extensia Tyersall” a grădinii. Au fost adăugate 18 de hectare de teren, rezultând într-o suprafață de aproape patru ori față de cea inițială din 1859. Cunoscută sub numele de Pădurea de Învățare a Grădinii, extensia include un Centru de Interpretare și o Galerie de Artă, adăpostite în clădiri coloniale vechi de peste un secol. De asemenea, a fost inclusă și o măsură de protecție împotriva inundațiilor principalului cartier comercial Orchard Road și a împrejurimilor sub forma unui iaz care are capacitatea de a reține excesul de apă de ploaie de aproximativ 15 piscine de dimensiuni olimpice.

## Atracții

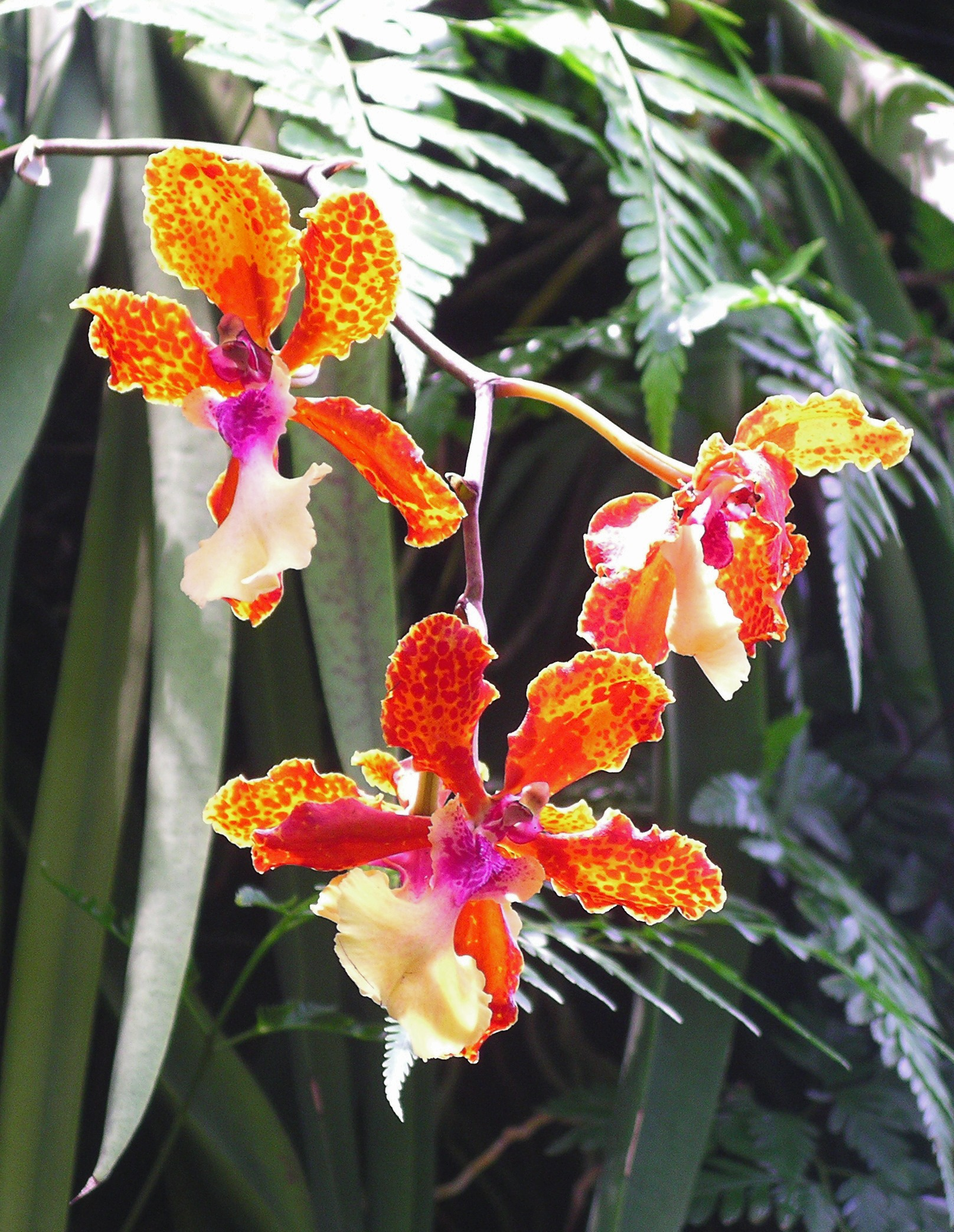
Orhidee din Grădina Națională de Orhidee

Grădina se întinde de la nord la sud pe aproximativ 2,5 kilometri. Există o serie de intrări în diferite zone ale grădinii, Poarta Tanglin din partea de sud fiind intrarea principală.

### Grădina Națională de Orhidee

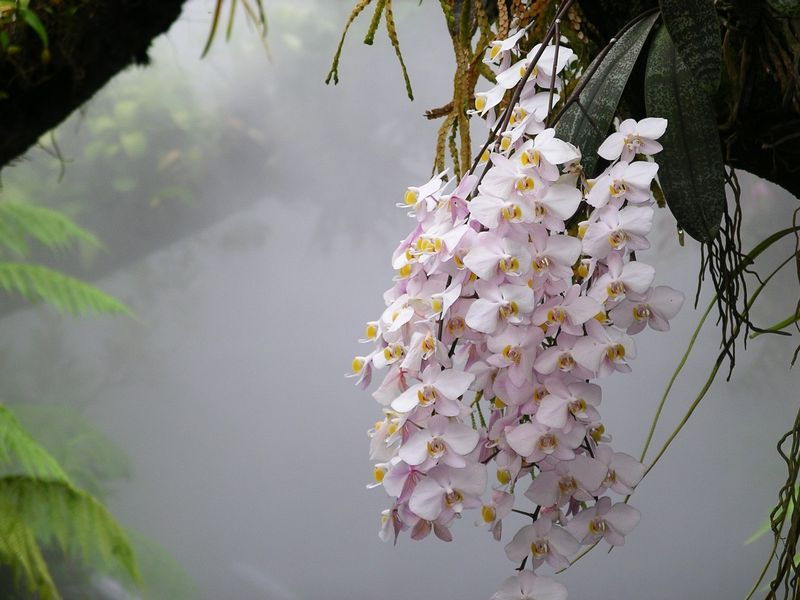
Orhidee Phalaenopsis philippinensis crescând într-o seră cu ceață

Grădina Națională de Orhidee este principalul punct de atracție din cadrul Grădinilor Botanice. Situat în partea de mijloc-vest a acestora, situl deluros de trei hectare are o colecție de peste 1.000 de specii și 2.000 de hibrizi de orhidee.
Din cadrul Grădinii de Orhidee fac parte mai multe atracții.
Burkill Hall este un bungalow colonial de plantație construit în 1886. A fost folosit drept casă a directorului și numit în cinstea singurilor tată și fiu care au deținut funcția de director al Grădinii Botanice din Singapore, Isaac și Humphrey Burkill. La parter se află un spațiu expozițional care prezintă informații cu privire la diferiți hibrizi numiți după persoane importante care au vizitat grădina.
Grădina VIP Orchid se află în spatele Burkill Hall și conține hibrizi ai celor mai populare orhidee VIP. Câțiva hibrizi notabili sunt Dendrobium Memoria Prințesa Diana, Dendrobium Margaret Thatcher, Renantanda Akihito, Dendrobium Masako Kotaishi Hidenka, Dendrobium Elizabeth și Vanda Gloria Macapagal-Arroyo. Peste 100 de celebrități, demnitari și șefi de state au fost onorați prin programul diplomației de orhidee din Singapore.
Orhidariul cuprinde specii naturale de orhidee într-un mediu tropical natural.
Casa cu ceață Tan Hoon Siang conține o colecție colorată de hibrizi, inclusiv câteva orhidee plăcut mirositoare, precum Vanda Mimi Palmer. Clădirea este numită după Tan Hoon Siang, urmaș al lui Tan Tock Seng, filantrop și fondator al Tan Tock Seng Hospital.
Casa Bromeliaceelor Lady Yuen-Peng McNeice, numită în onoarea sponsorului său, găzduiește plante din familia Bromeliaceae, printre care se numără și ananasul. Colecția unică de bromeliacee a fost achiziționată de la Shelldance Nursery, Statele Unite, în 1994.
Casa răcoroasă încearcă să recreeze un mediu similar unei păduri tropicale montane și expune orhidee care se regăsesc de obicei doar în această zonă.

### Pădurea tropicală
Grădina Botanică din Singapore are o mică pădure tropicală de aproximativ șase hectare, care este mai veche decât grădina în sine. Pădurea tropicală de aici și cea de la rezervația naturală Bukit Timah sunt situate în interiorul orașului Singapore. Astfel, Singapore este unul dintre cele două orașe majore cu o pădure tropicală în limitele sale, celălalt fiind Rio de Janeiro cu pădurea Tijuca.

### Grădina de ghimbir

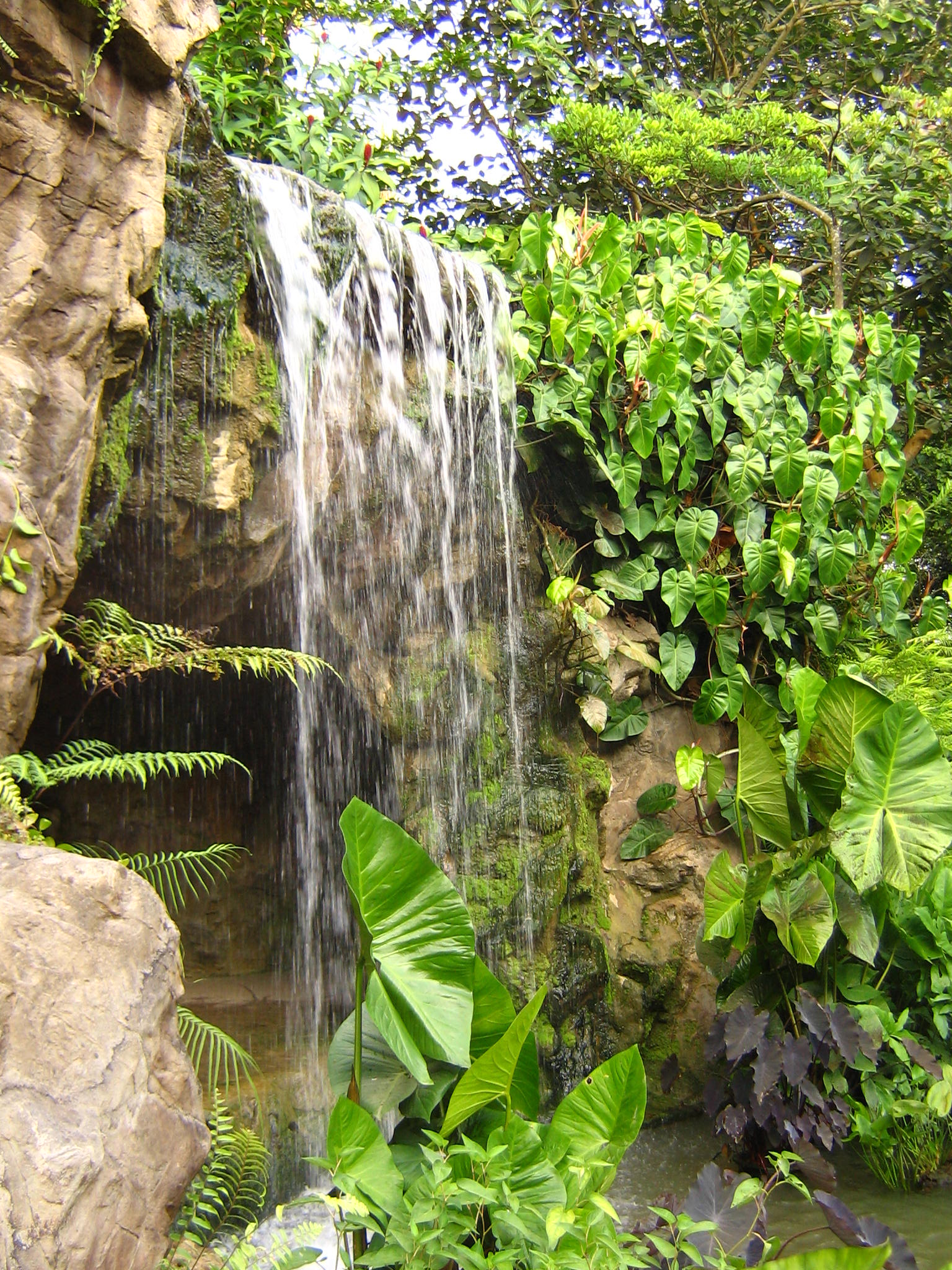
O cascadă în grădinile Ginger

Situată lângă Grădina Națională de Orhidee, această grădină de un hectar reunește membri din familia Zingiberaceae. Ea găzduiește și un restaurant numit Halia Restaurant. Există, de asemenea, și o cascadă. Grădina de ghimbir a fost deschisă oficial în anul 2003 și a preluat locul lăsat liber de precedenta seră de orhidee.

### Centrul de Botanică și Poarta Tanglin

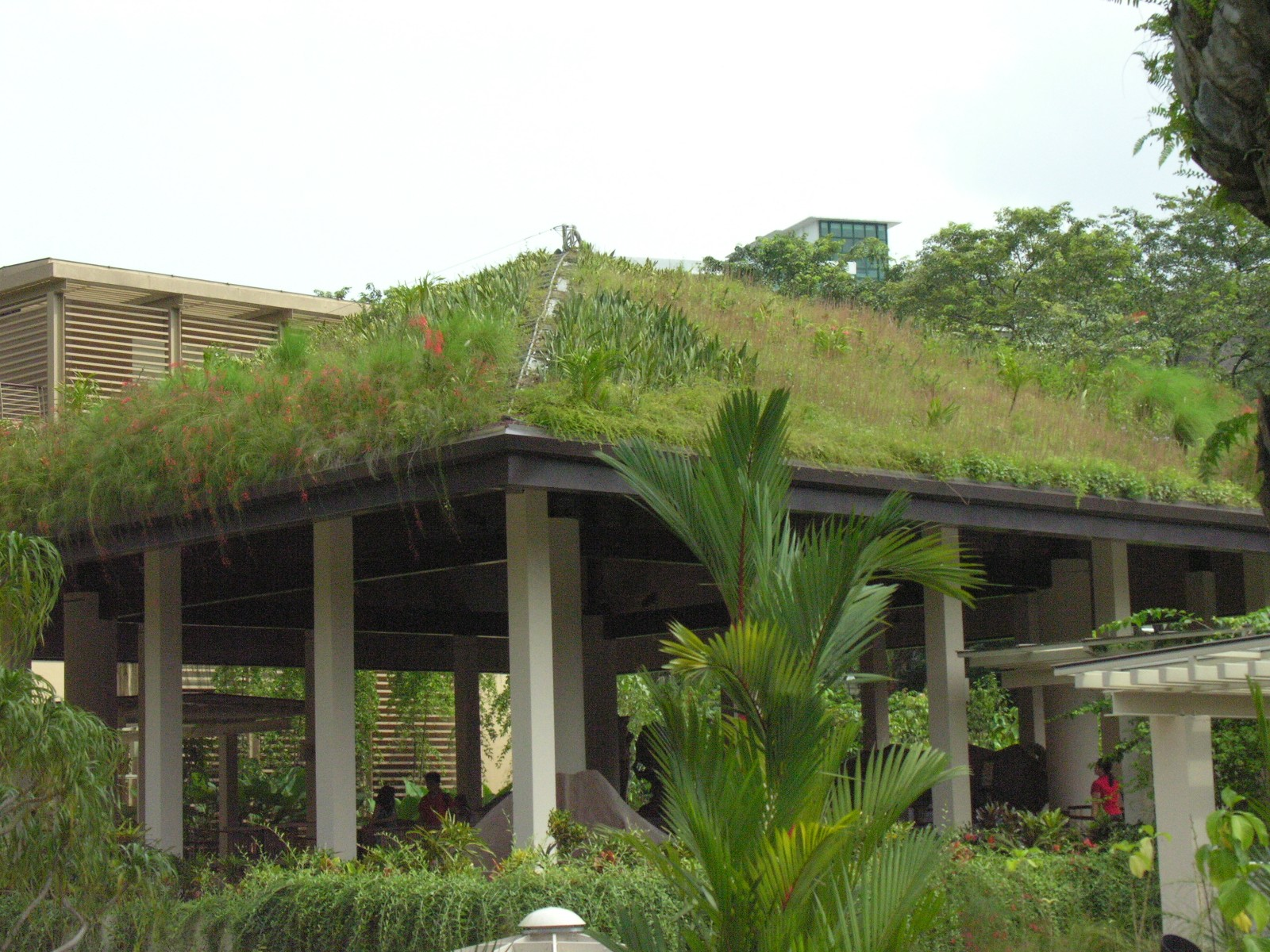
Primul „acoperiș verde” din Singapore la Pavilionul Verde

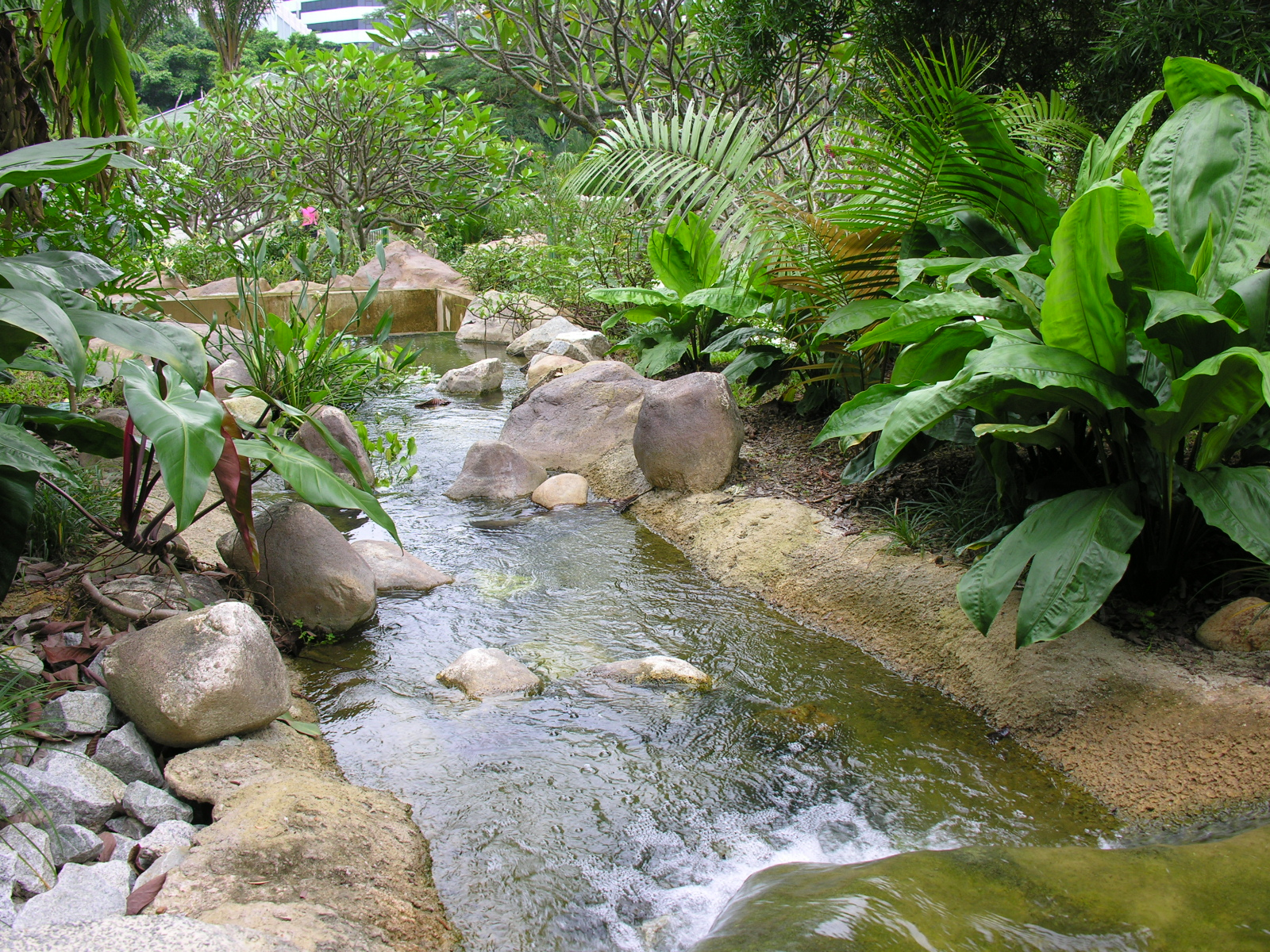
Una dintre cele mai noi atracții este Pârâul Saraca din zona Tanglin

Pavilionul Verde este primul „acoperiș verde” din Singapore. Acoperișul este acoperit în întregime de diverse buruieni și plante ierboase.

### Grădina pentru copii Jacob Ballas
Grădina pentru copii a fost numită după principalul donator, Jacob Ballas, un filantrop evreu-singaporez care a decedat în 2004.
În Grădina pentru copii se află o sculptură creată de artistul israelian Zodok Ben-David. Numită Mystree, a fost comandată de către muzeul Yad Vashem în 2010. De la distanță, sculptura pare a fi un copac, dar de aproape pot fi observate 500 de figuri umane.

### Alte atracții

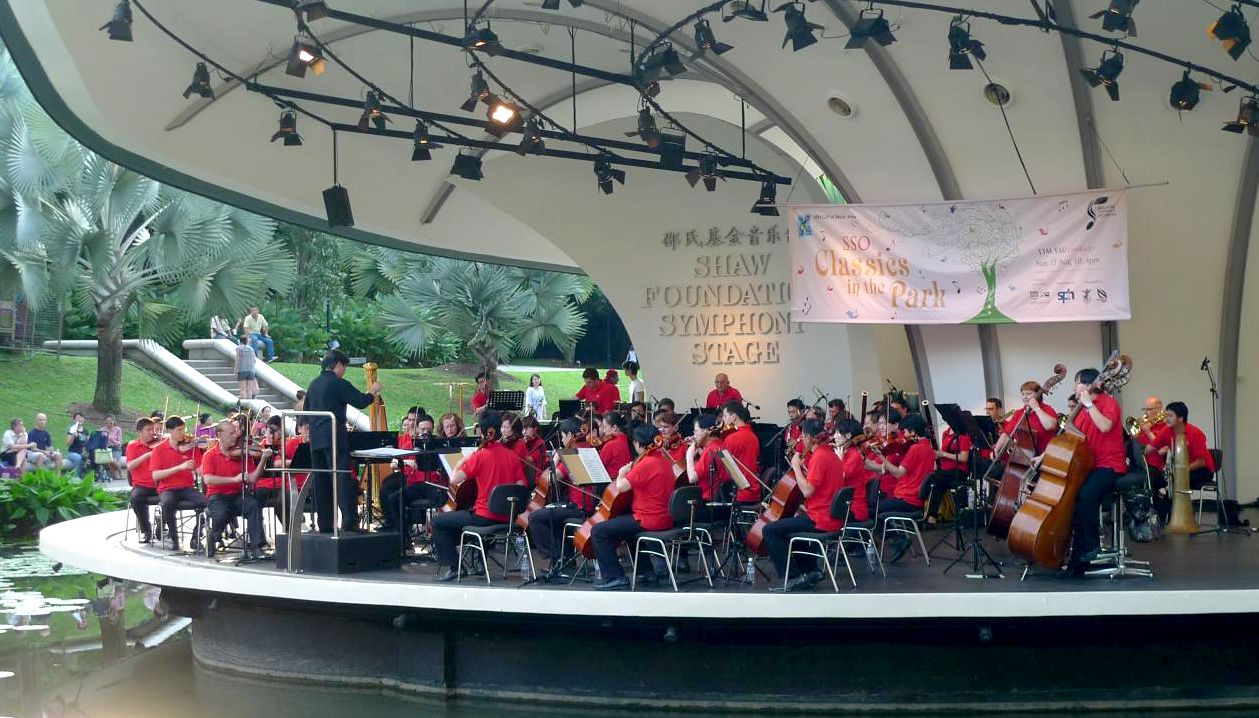
Concert SSO în Grădina Botanică Singapore

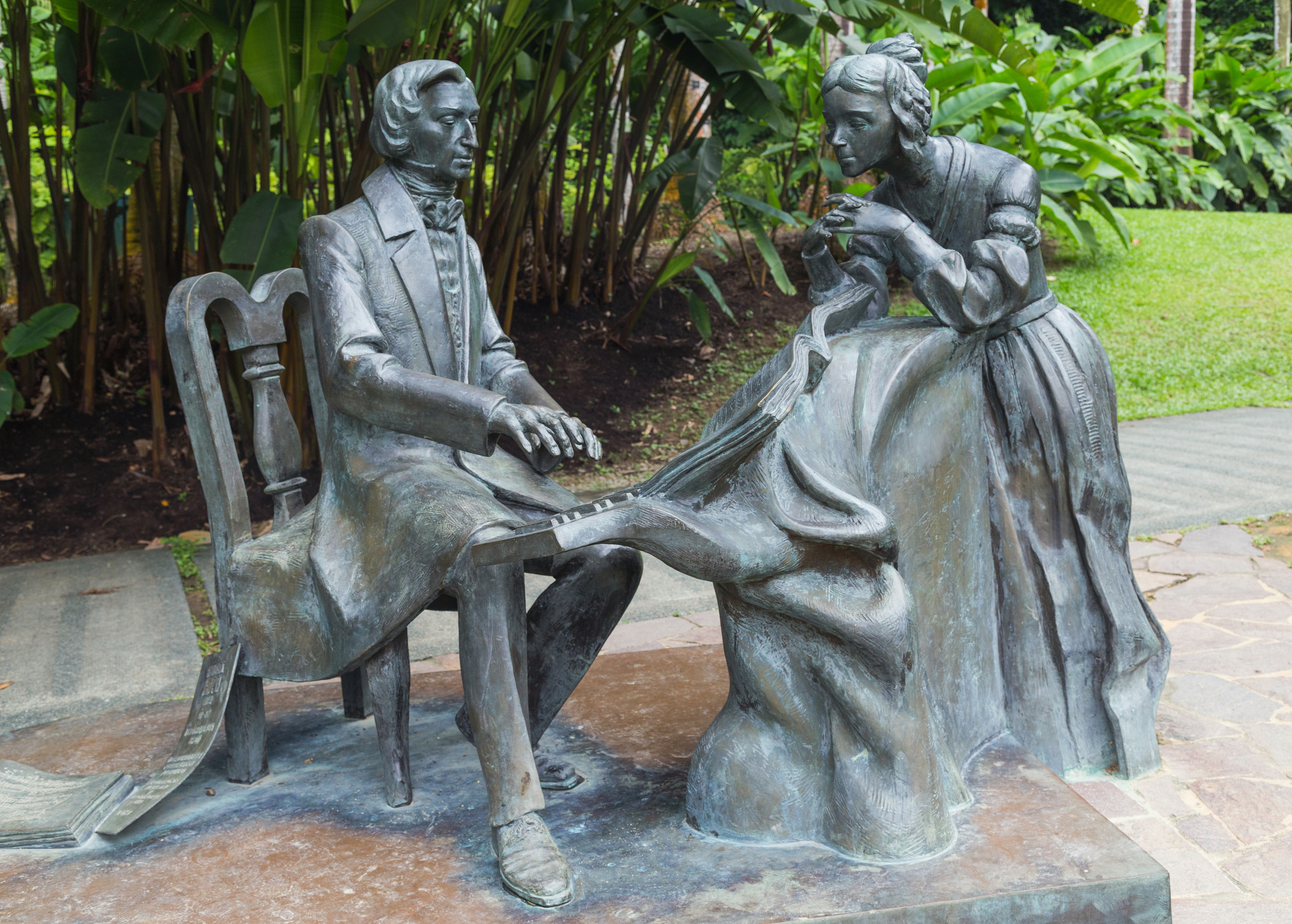
Monumentul Chopin, la sud de Symphony Lake

Grădina botanică are trei lacuri, și anume: Lacul Simfoniei, Eco-Lake și Lacul Lebedelor. Pe scena simfonică de pe Lacul Simfoniei sunt organizate, ocazional, concerte gratuite la sfârșit de săptămână. Interpreți notabili sunt Orchestra Simfonică Singapore și Orchestra Chineză Singapore. Pe 10 octombrie 2008, o statuie a compozitorului Frédéric Chopin a fost dezvelită la sud de lac.

## UNESCO

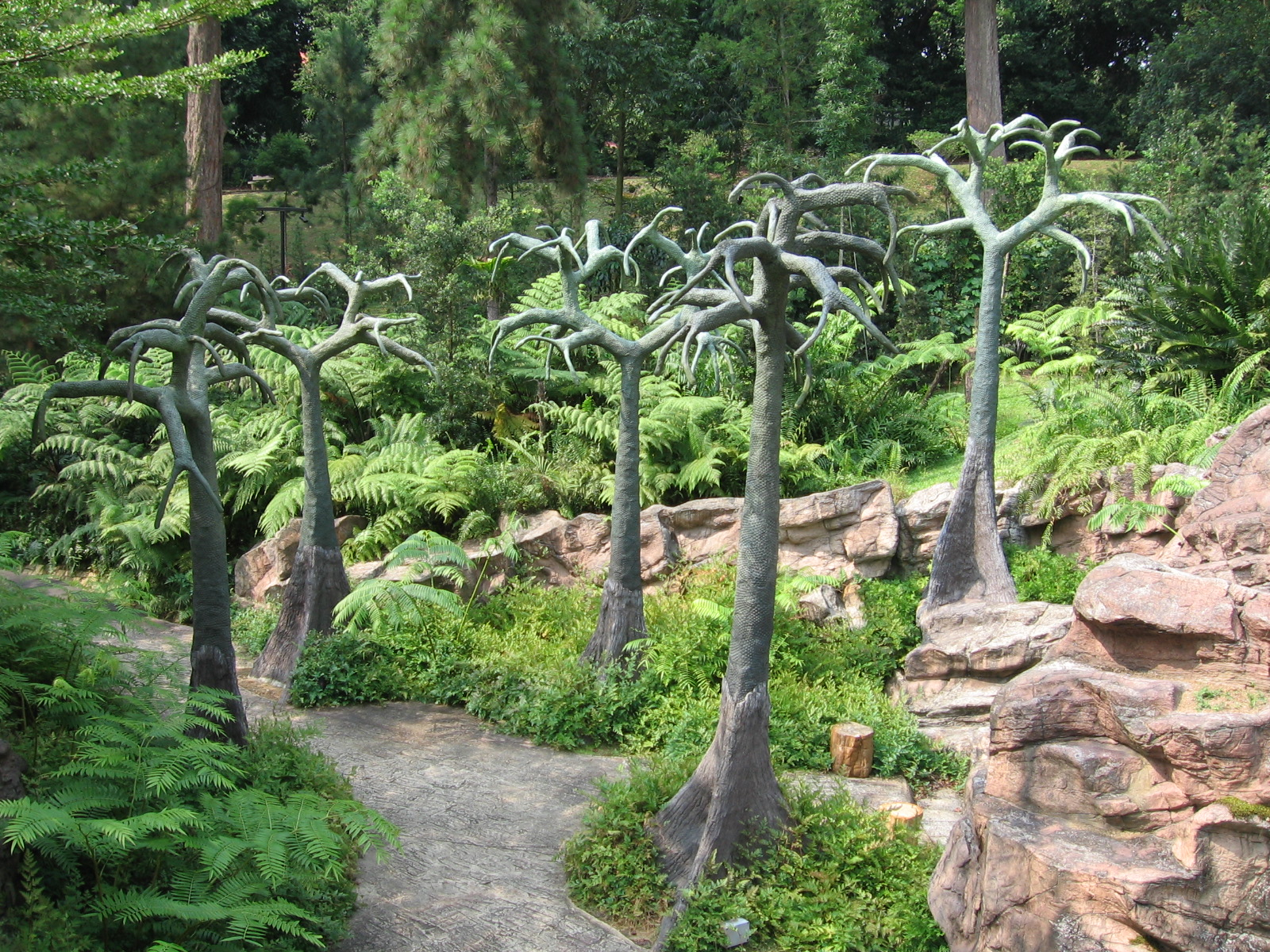
Replica vechilor Lepidodendroni din Grădina Evoluției

O cerere oficială de includere a Grădinii Botanice din Singapore în lista patrimoniului mondial a fost trimisă la UNESCO în ianuarie 2014. Aceasta sublinia importanța istorică și culturală a grădinii și realizările sale în conservare și cercetare. Un dosar-anexă de 700 de pagini a fost întocmit timp de un an și jumătate, sub supravegherea directorului, Dr. Nigel Taylor, care fusese implicat și într-o cerere similară a Grădinii Botanice Regale din Kew din 2000 până în 2003.
Grădina Botanică din Singapore este prima grădină tropicală și a treia grădină botanică înscrisă în lista patrimoniului mondial UNESCO. Această onoare a fost larg considerată drept un tribut pentru a 50-a aniversare a independenței a națiunii.

## Galerie

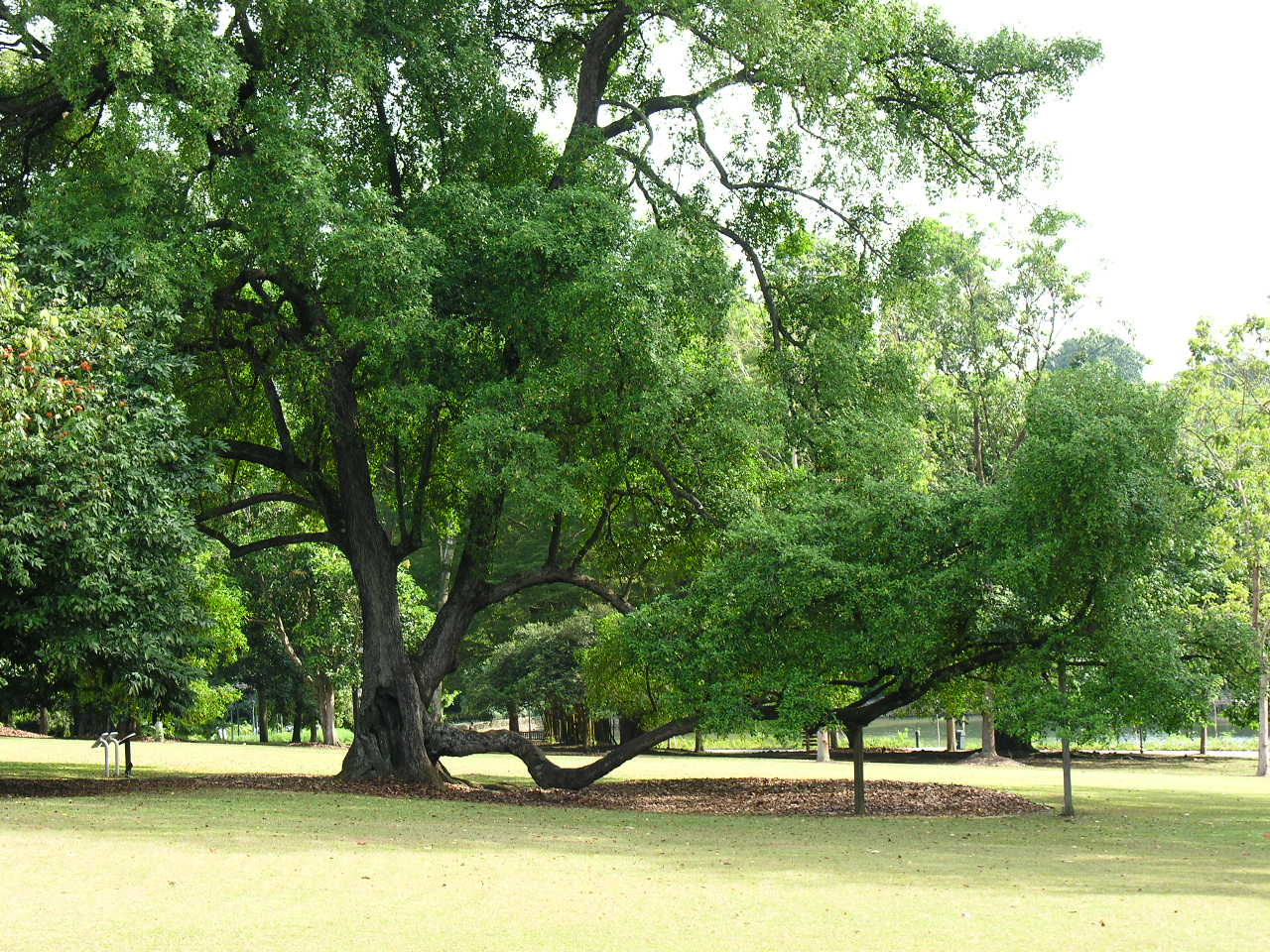
Arborele Tembusu (Faraea fragrans), prezent pe reversul bancnotei de cinci dolari din Singapore
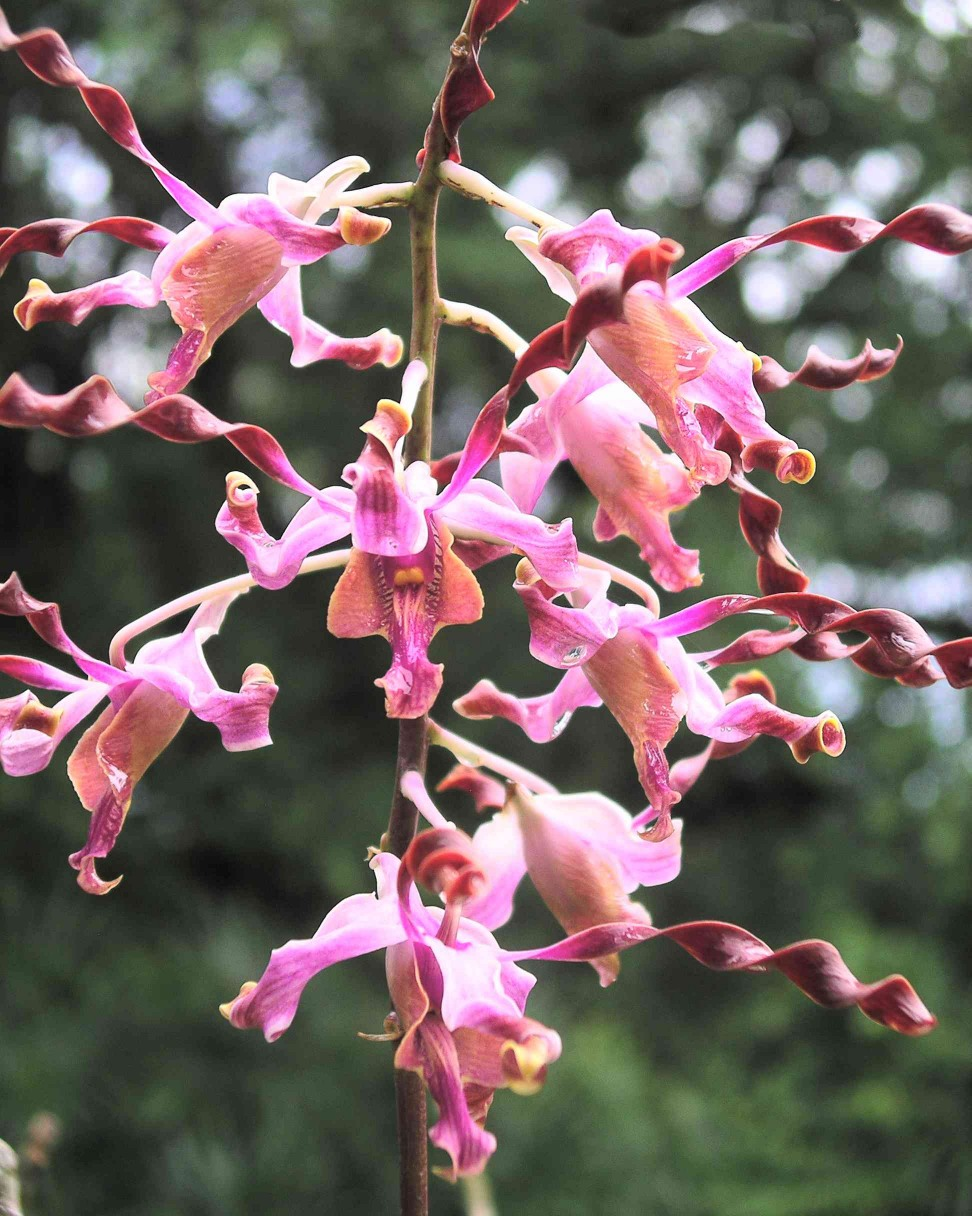
Dendrobium Margaret Thatcher
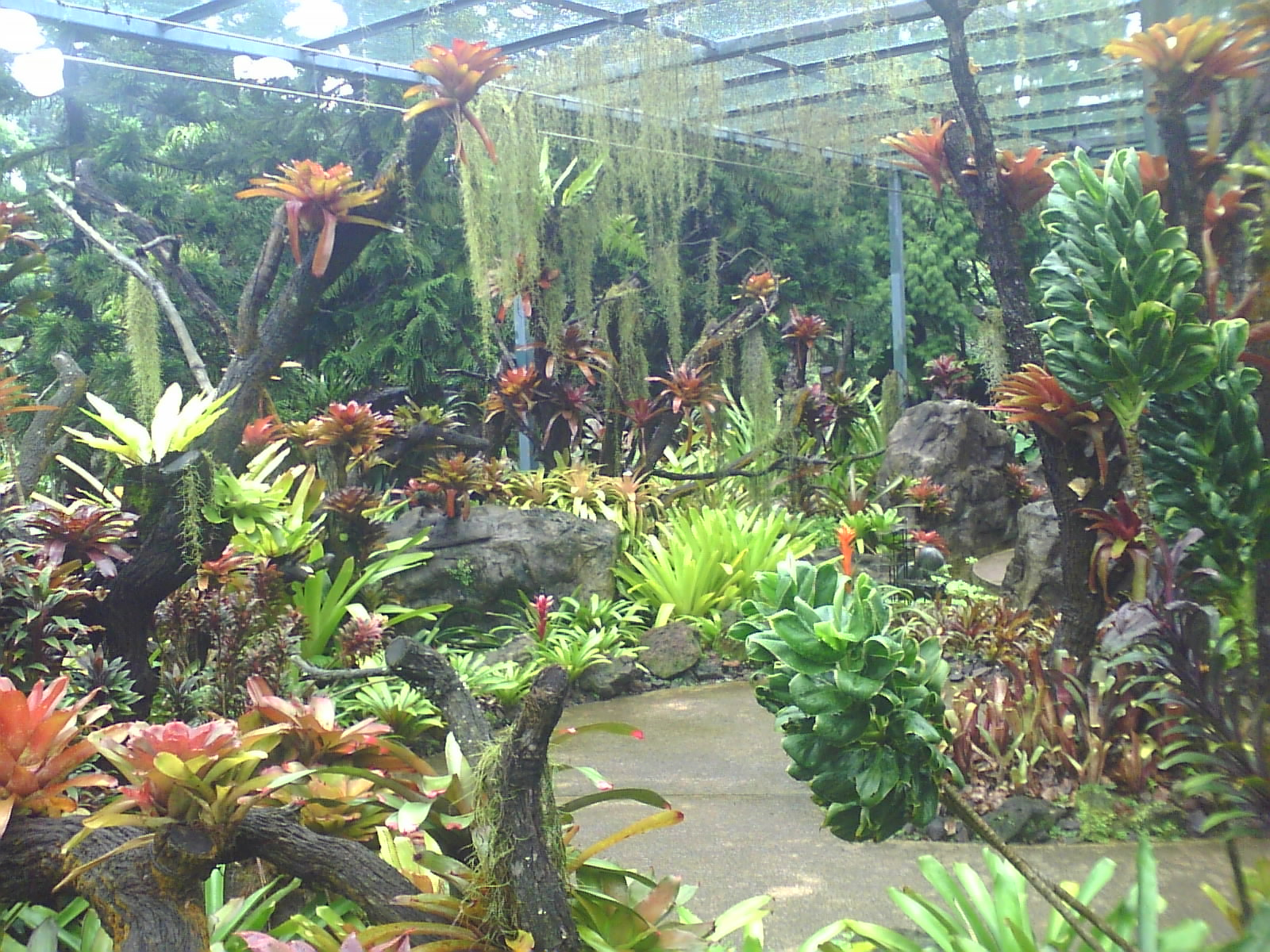
Colecția de bromelie Yuen-Peng McNeice
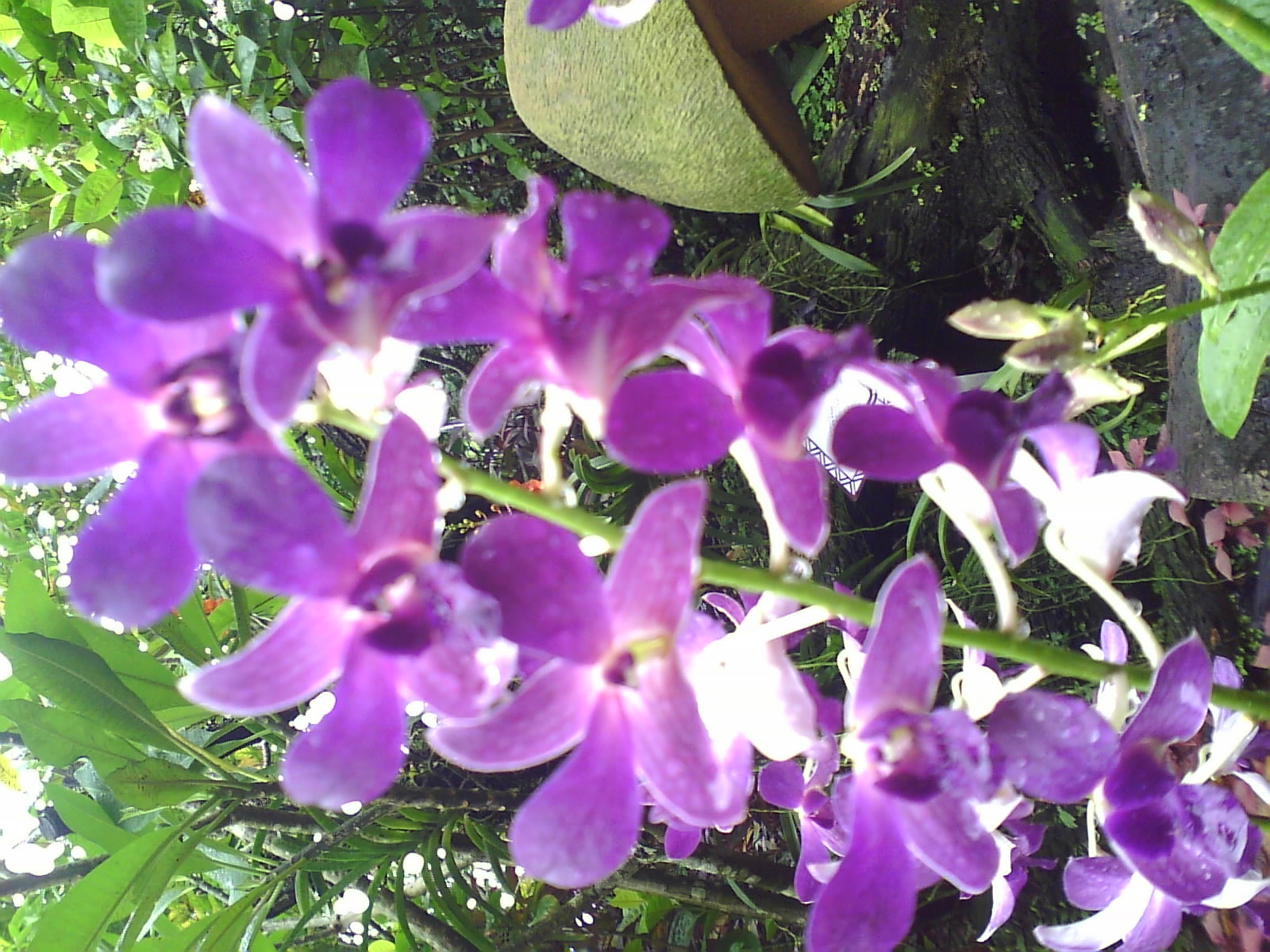
Dendrobium Bae Yong-joon, hibrid de orhidee numit după actorul sud-coreean
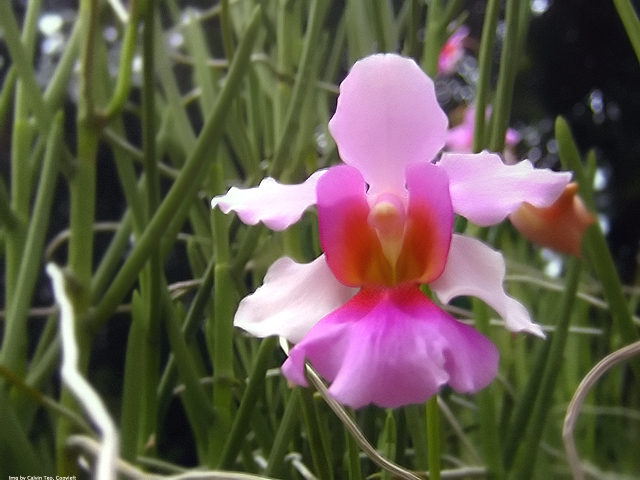
Vanda Miss Joaquim, floarea națională din Singapore
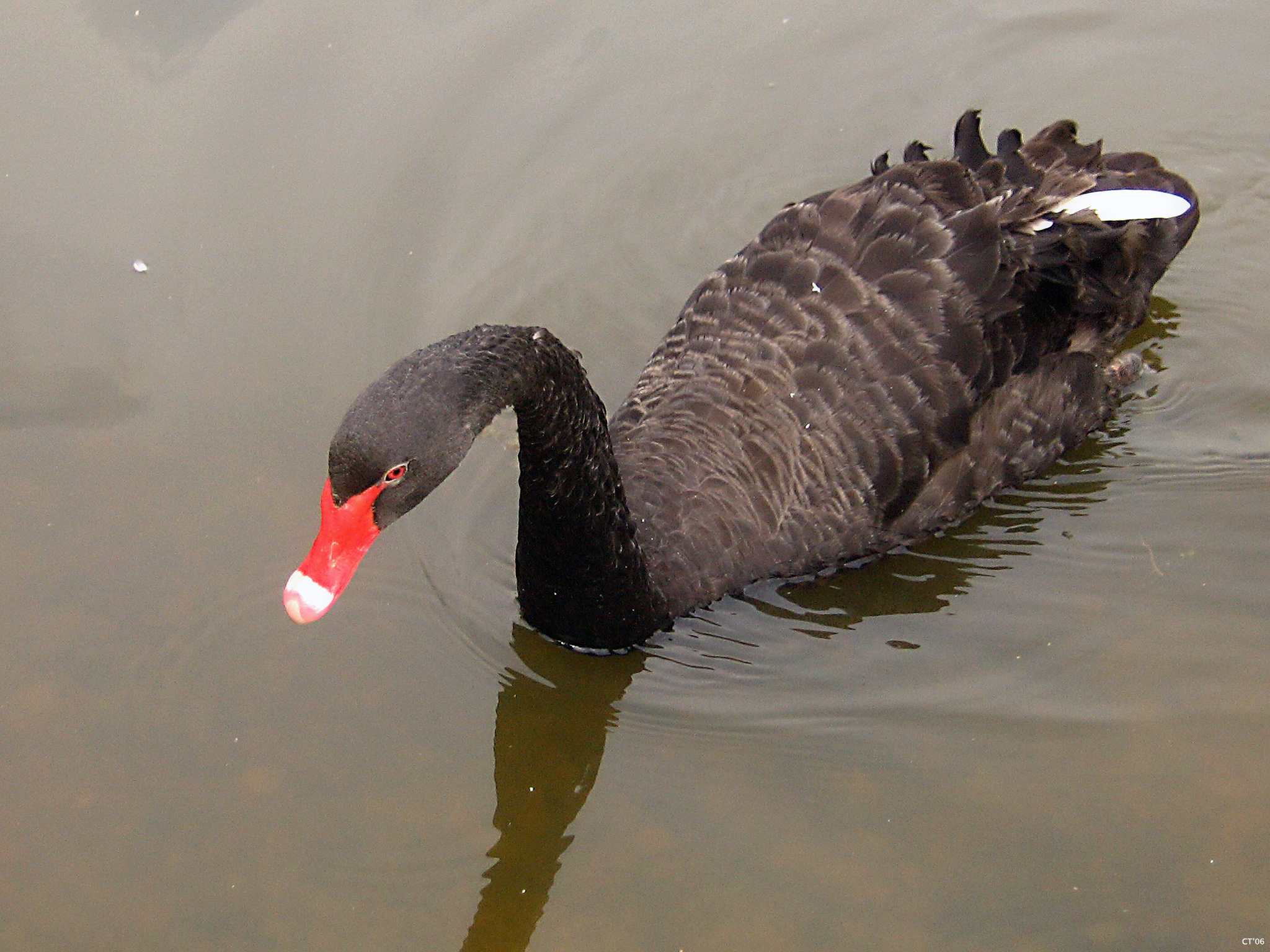
Cygnus atratus în Lacul Eco
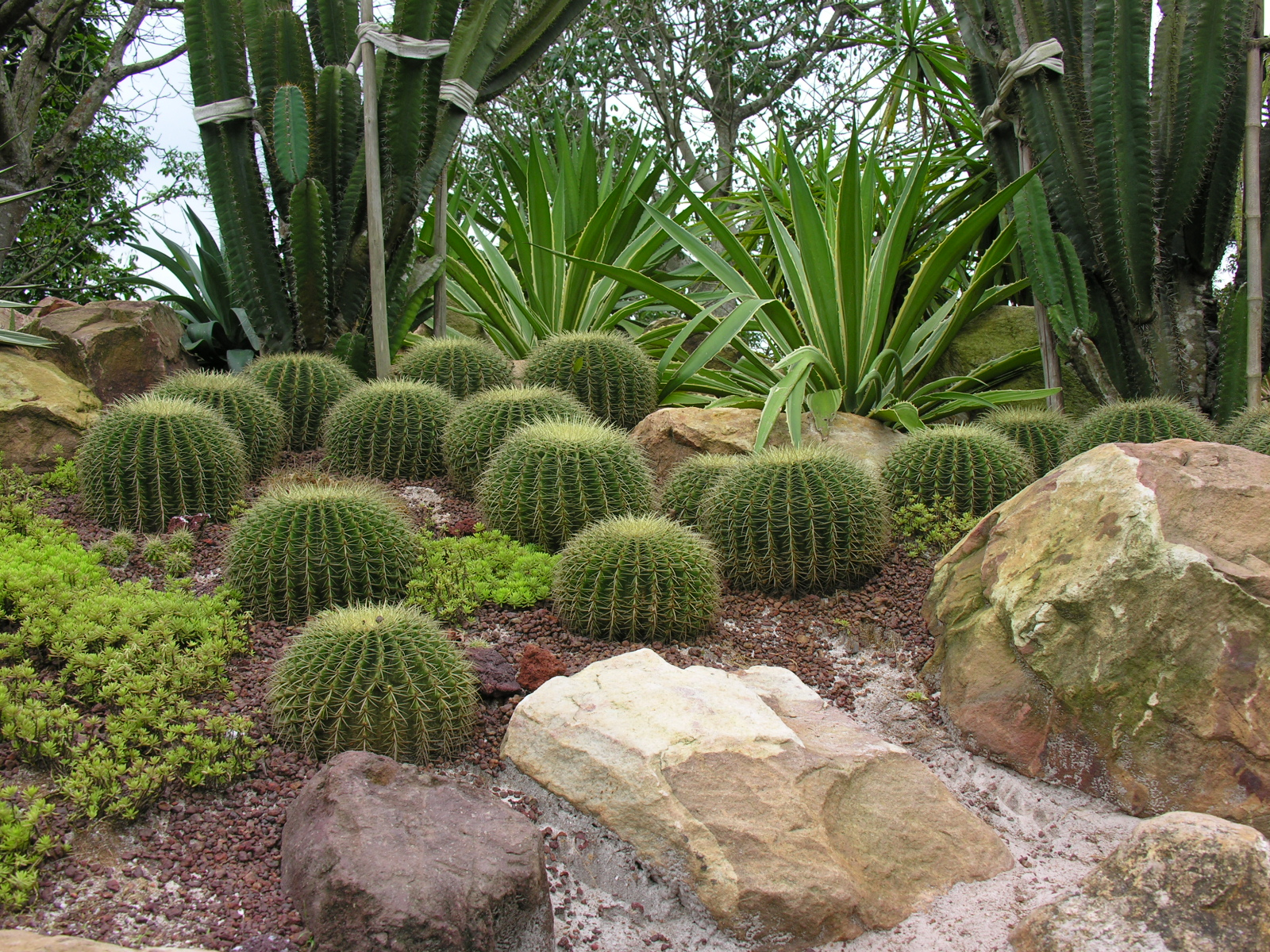
Grădina Soarelui (cunoscută anterior ca Sun Rockery)
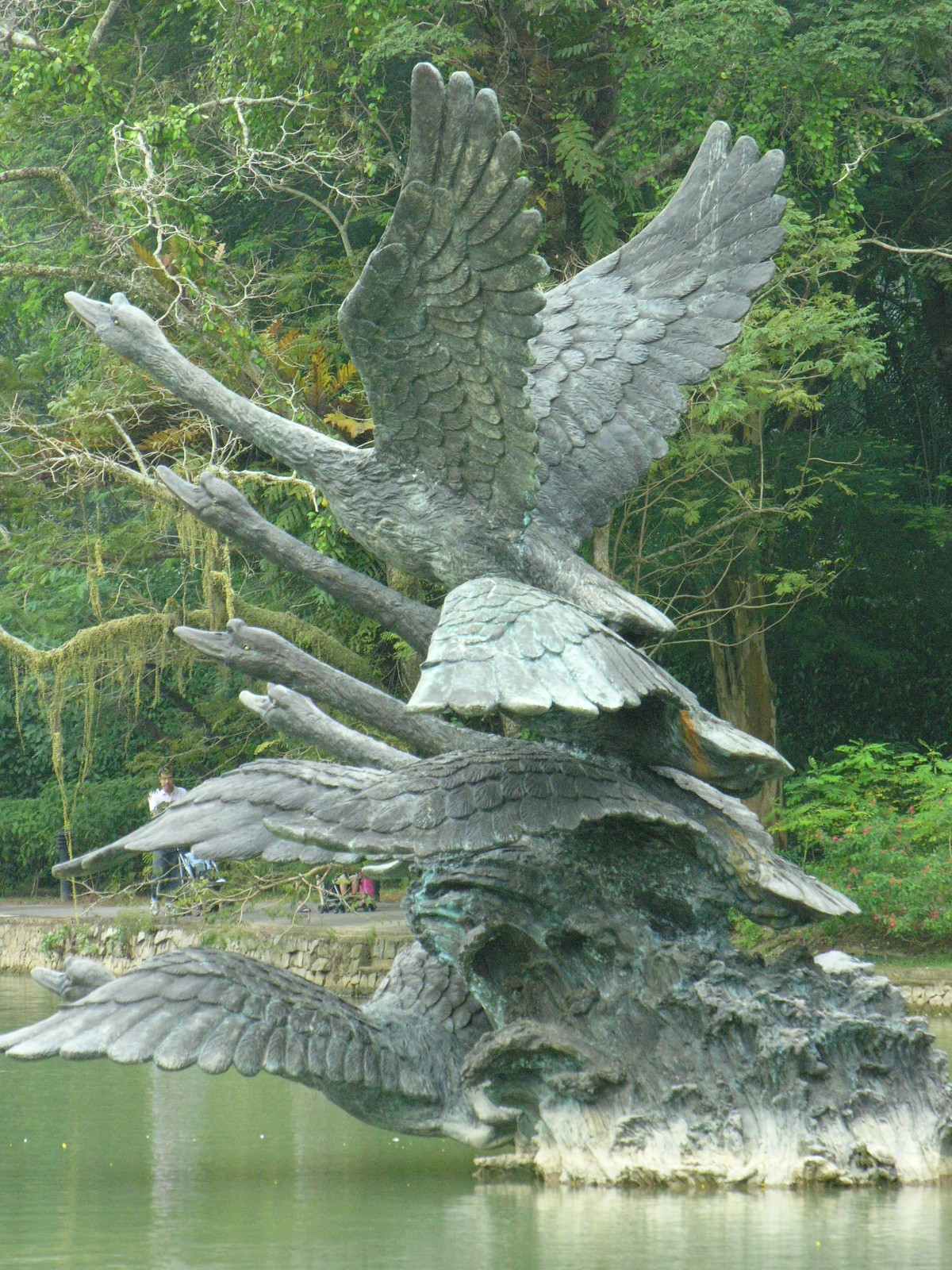
Sculptura Flight of Swans instalată în mai 2006 pe Lacul Swan
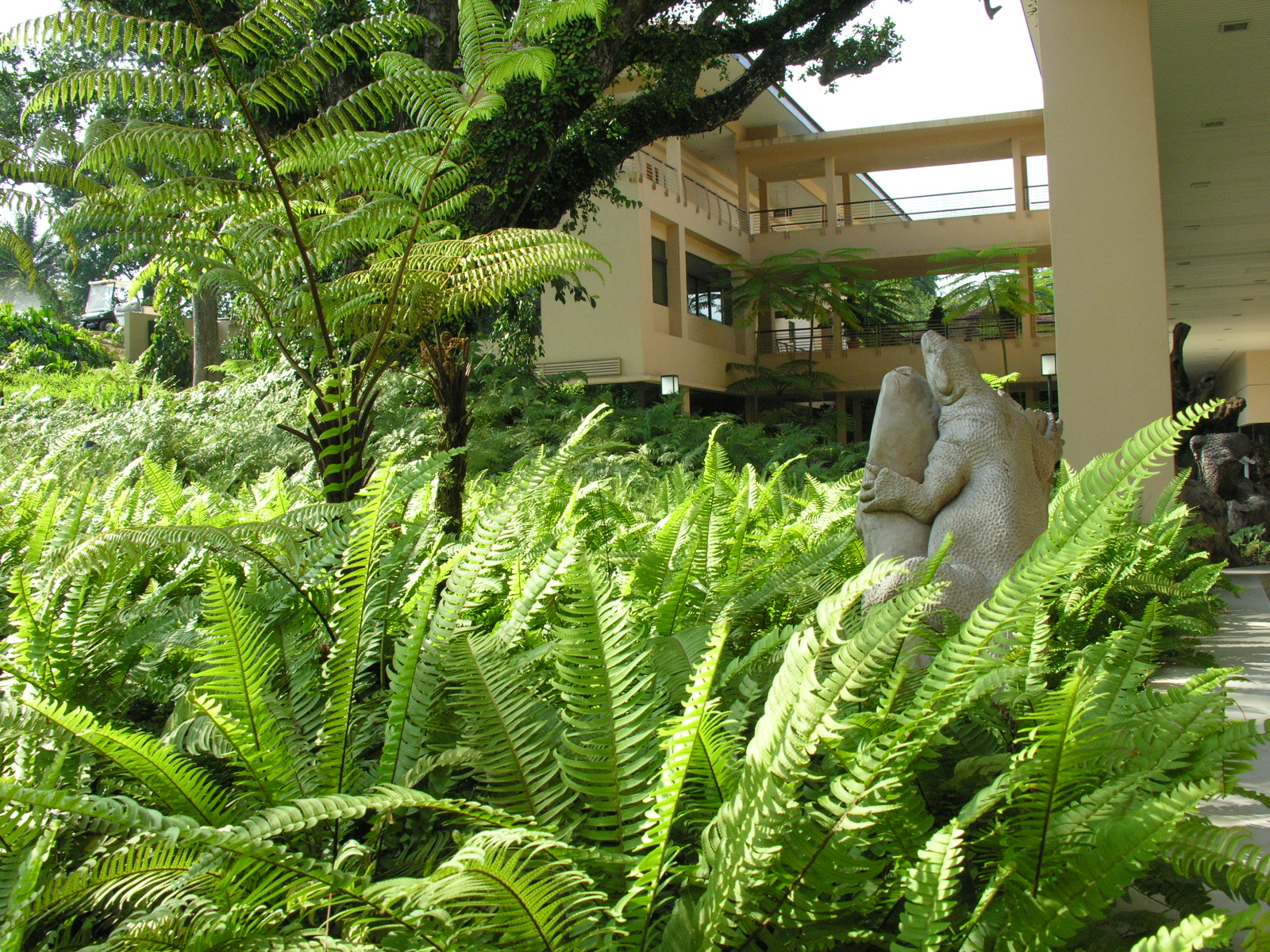
Calophyllum inophyllum și una dintre sculpturile din lemn împrăștiate în complex.
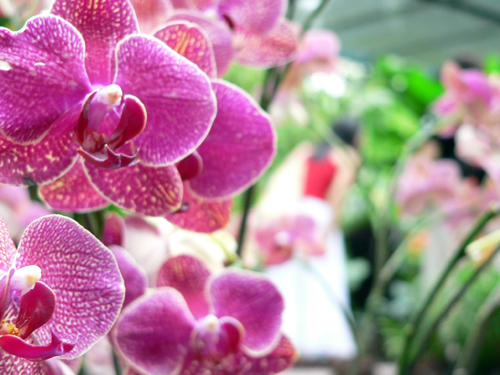
Orhidee
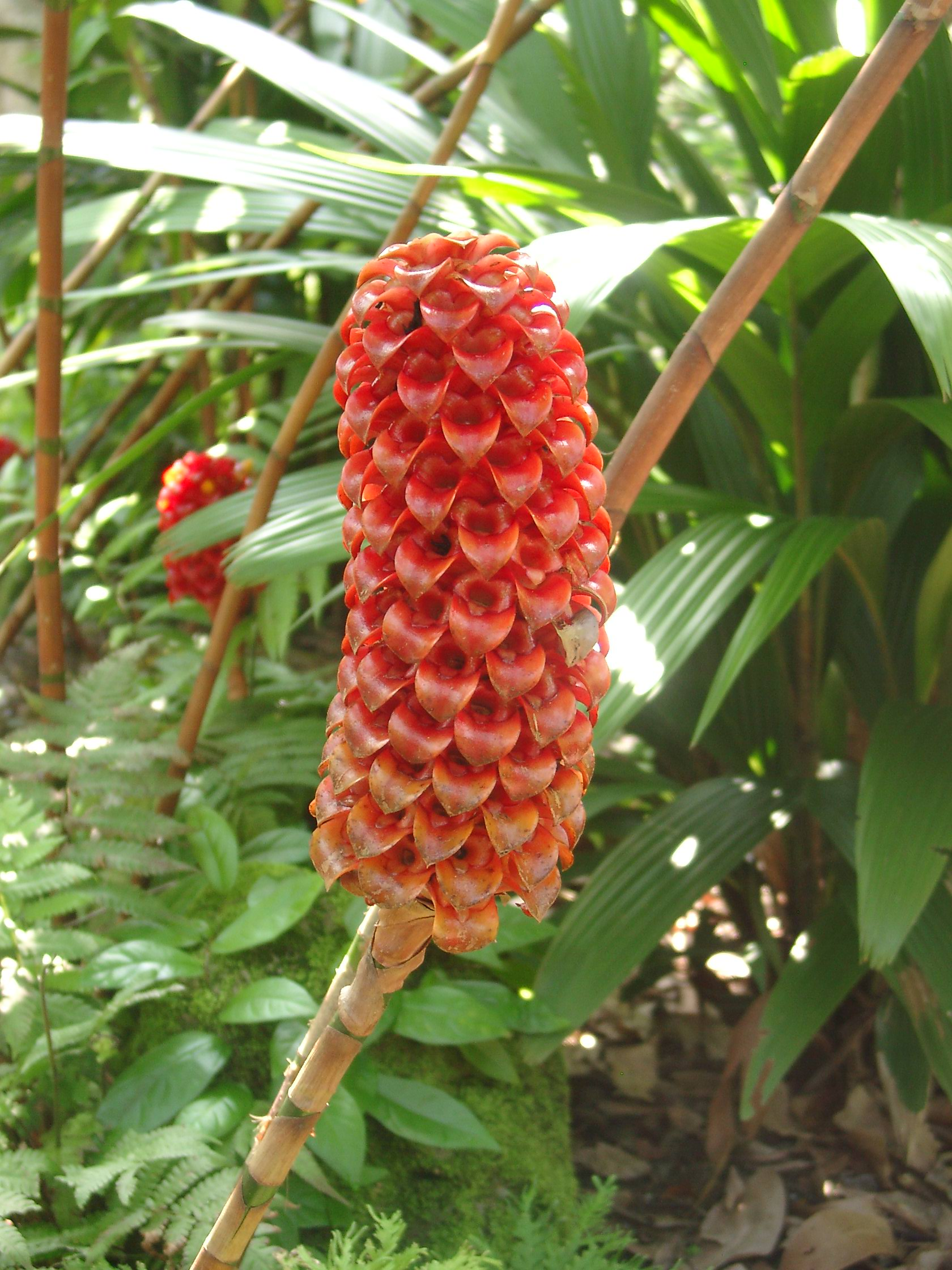
Ghimbir
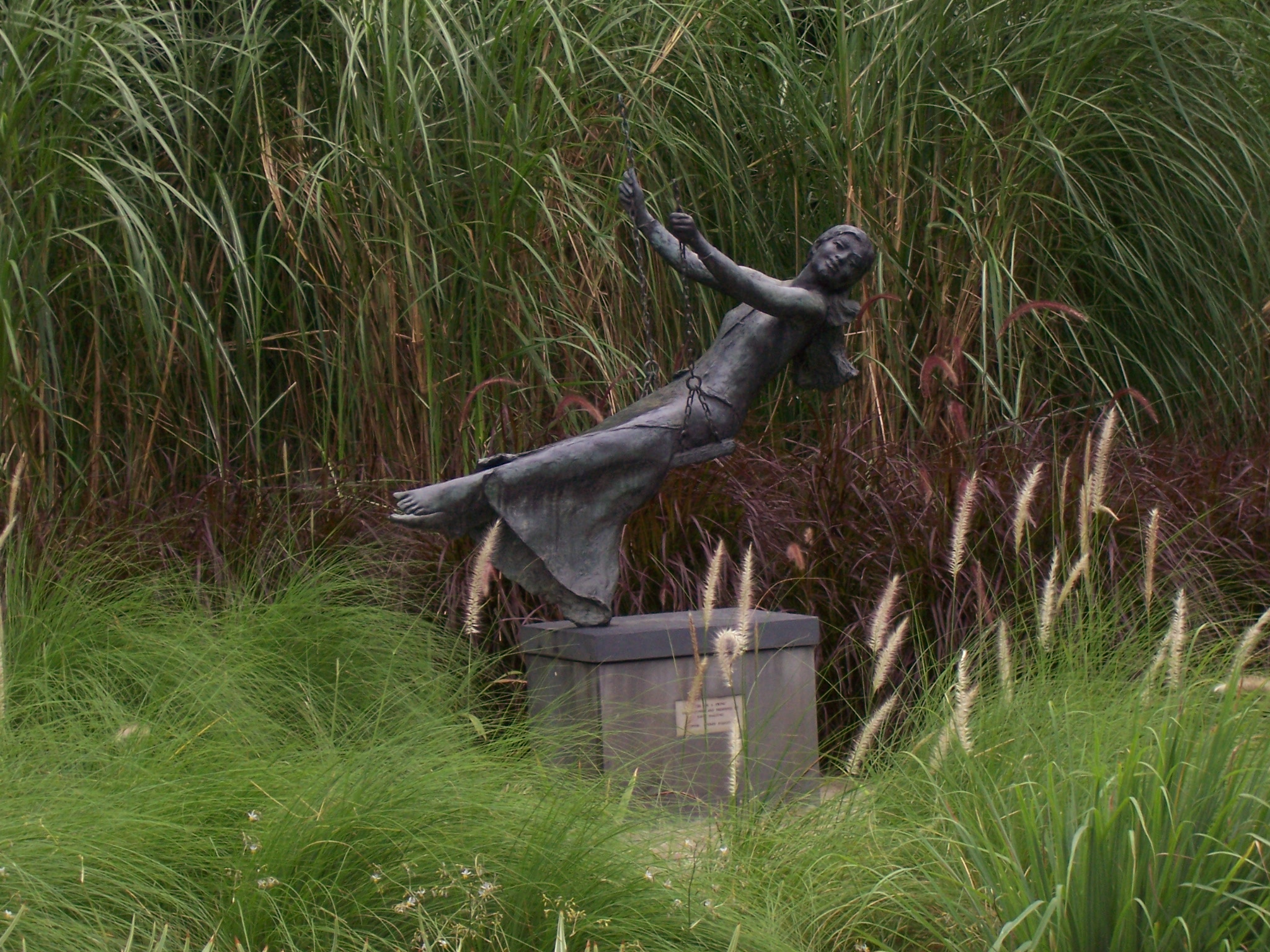
Girl on a Swing (1984), o statuie din bronz a sculptorului britanic Sydney Harpley
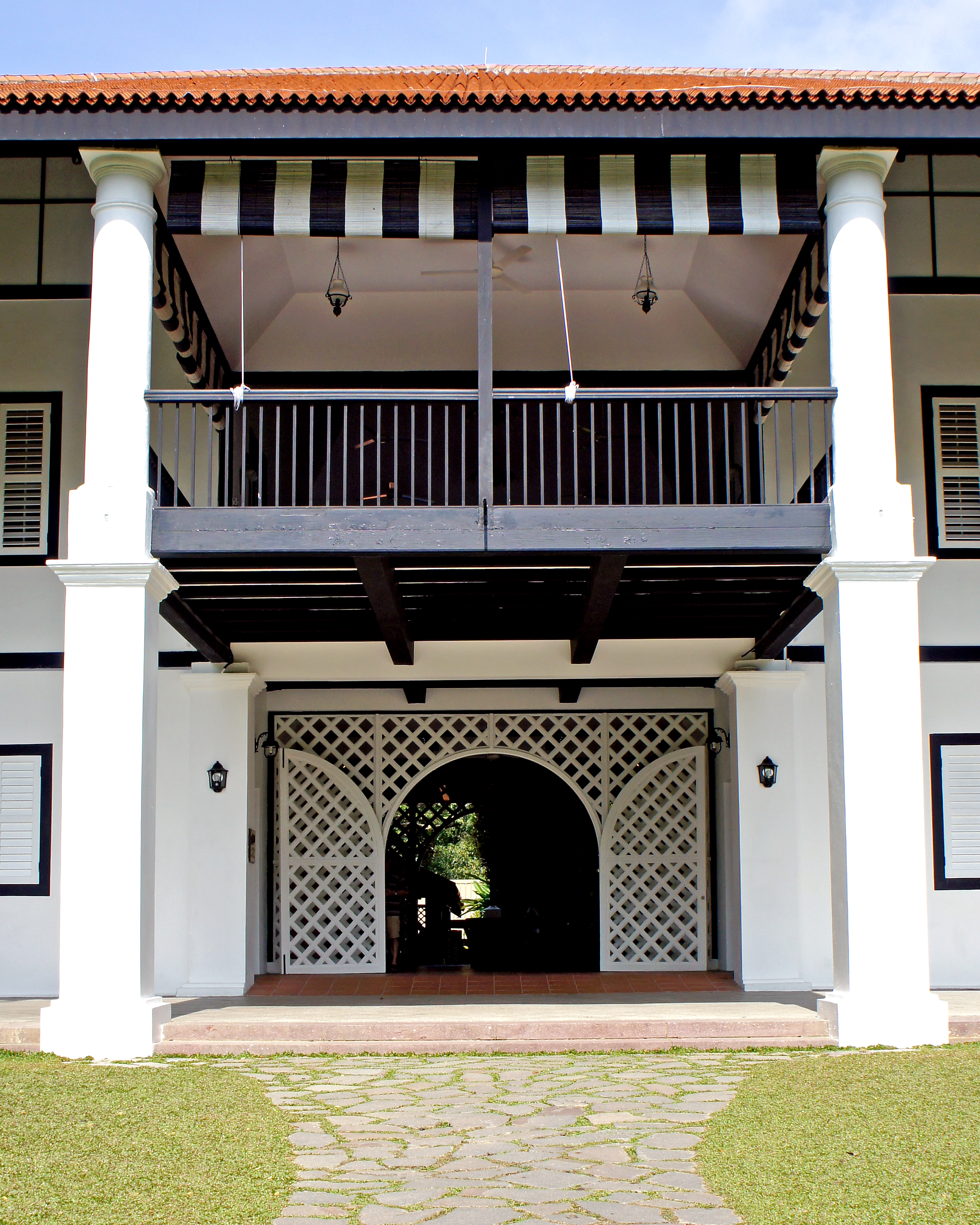
Burkill Hall
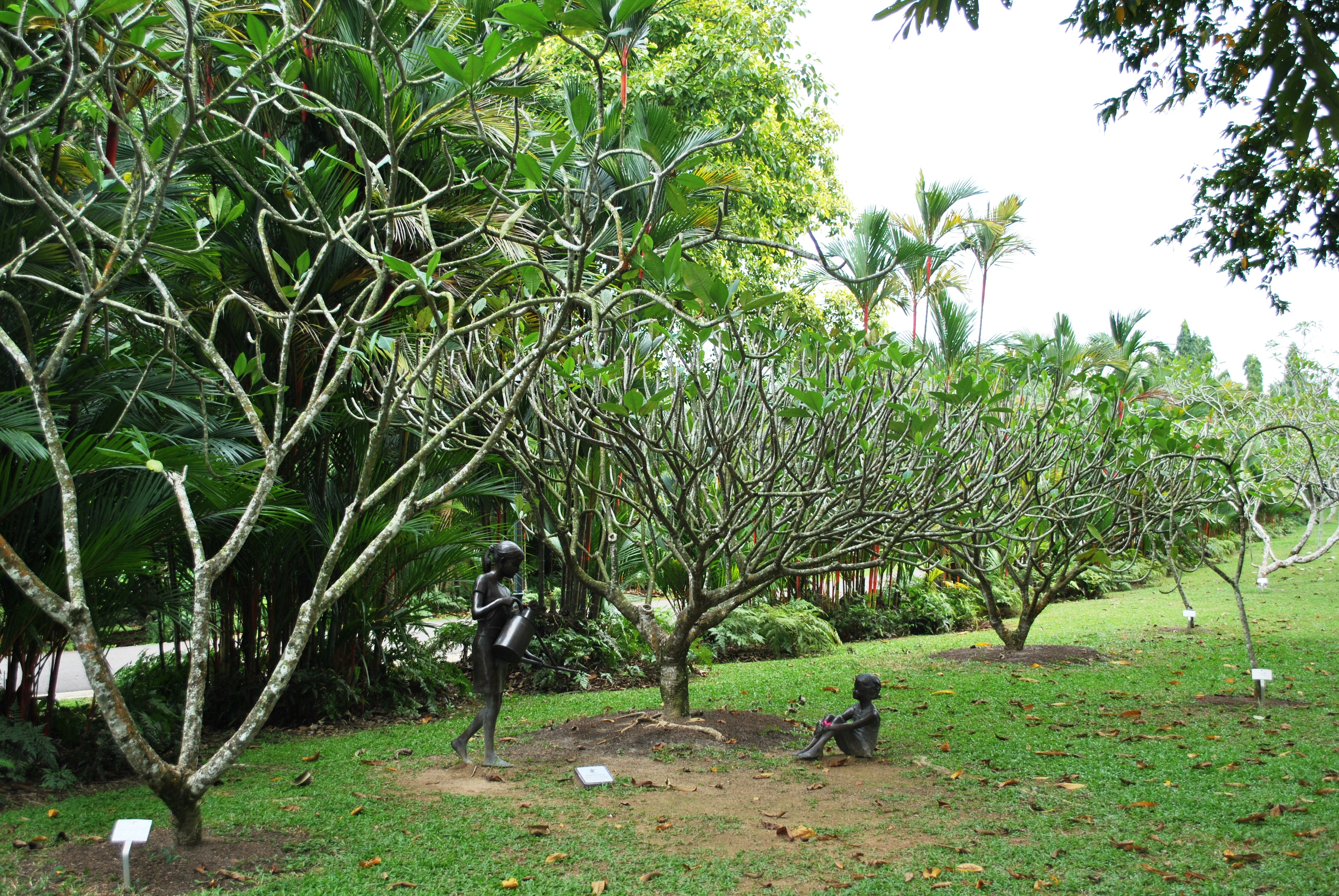
Colecția Frangipani